# У-ван
У-ван (кит. 周武王, пин. wŭ wáng, имя при рождении: 發, Fā) (три варианта датировки жизни: 1169—1115, 1087—1043, …-1025 гг до н. э.), основатель китайской династии Чжоу. Сын вождя племени чжоусцев Вэнь-вана. Одержав победу над войсками царства Инь в битве при Муе в 1122 (1046, 1027?) году до н. э. и объединив многочисленные племена и народы северного Китая, У-ван стал верховным правителем государства Чжоу. Большую часть завоёванных земель он раздал в качестве уделов родственникам и приближённым. В китайской конфуцианской историографии У-ван изображался мудрым и добродетельным правителем.